# Côte de Banzare
La côte de Banzare (aussi orthographié côte de BANZARE) est une côte de la terre de Wilkes en Antarctique.
Plus précisément, il s'agit de la partie entre le cap Southard (en) (122°05′E) et le cap Morse (en) (130°10′E).
Cette côte a été repérée par l'expédition Wilkes en février 1840.
Elle a été cartographiée par l'expédition BANZARE (1930-1931) dirigée par Douglas Mawson, ce qui lui donne son nom.